# Gilles de Noailles
Gilles de Noailles, (1524-1600), ecclésiastique et ambassadeur de France à la Sublime Porte de Constantinople et évêque désigné de Dax de 1562 à 1597.

## Biographie
Gilles de Noailles naquit au Château de Noillac, au sein de la Maison de Noailles. Il est le fils de Louis de Noailles (1484–1540) et de Catherine de Pierre-Buffière, qui eurent 19 enfants, parmi lesquels Antoine de Noailles (1504–1562), gouverneur, maire de Bordeaux, lieutenant général en Guyenne, ambassadeur et amiral ainsi que François de Noailles, évêque de Dax (1519–1585), ambassadeur à la Sublime Porte de Constantinople.
En octobre 1556, Gilles de Noailles, qui était un diplomate français en poste à Londres pendant les évènements politiques de la Réforme écossaise, fut rappelé à Paris, quand son frère, François, nouvellement fait l'évêque de Dax, fut envoyé comme ambassadeur à Constantinople. 
En 1561, le roi Charles IX l'envoie en mission diplomatique en Écosse, avec ses lettres de créance contresignées par Catherine de Médicis, pour présenter ses hommages et l'amitié du Royaume de France à la reine d'Écosse, Marie Stuart. Marie Stuart et le roi de France souhaitaient que perdure la Auld Alliance entre la France et l'Écosse. Gilles de Noailles arriva à Édimbourg, le 11 mars 1561, escorté par lord Seton, membre du Parlement d'Écosse et prévôt d'Edimbourg, entouré par 120 cavaliers de la garde écossaise. C'est le roi Henri III de France, qui nomma Gilles de Noailles en remplacement de son frère François auprès du pacha de l'Empire ottoman. 
En 1562 il est désigné à son tour comme évêque de Dax mais il ne put jamais obtenir ses bulles pontificales de confirmation et le diocèse est dirigé de facto par le chanoine Guillaume Massiot « économe spirituel ». Il résigne le siège épiscopal le 10 août 1597 peu de temps avant de mourir 